# Natalija Tobiasová
Natalija Viktorivna Tobiasová (ukrajinsky Наталія Вікторівна Тобіас, rodným jménem Sydorenková (Сидоренко), * 22. listopadu 1980 Serov, Sovětský svaz) je bývalá běžkyně z Ukrajiny, která se specializovala na 1500 metrů. Její osobní rekordy jsou 4:01,78 minut na 1500 metrů, 2:02,31 minut na 800 metrů a 8:51,32 minut na 3000 metrů.